# Schloss Hirschfeldau

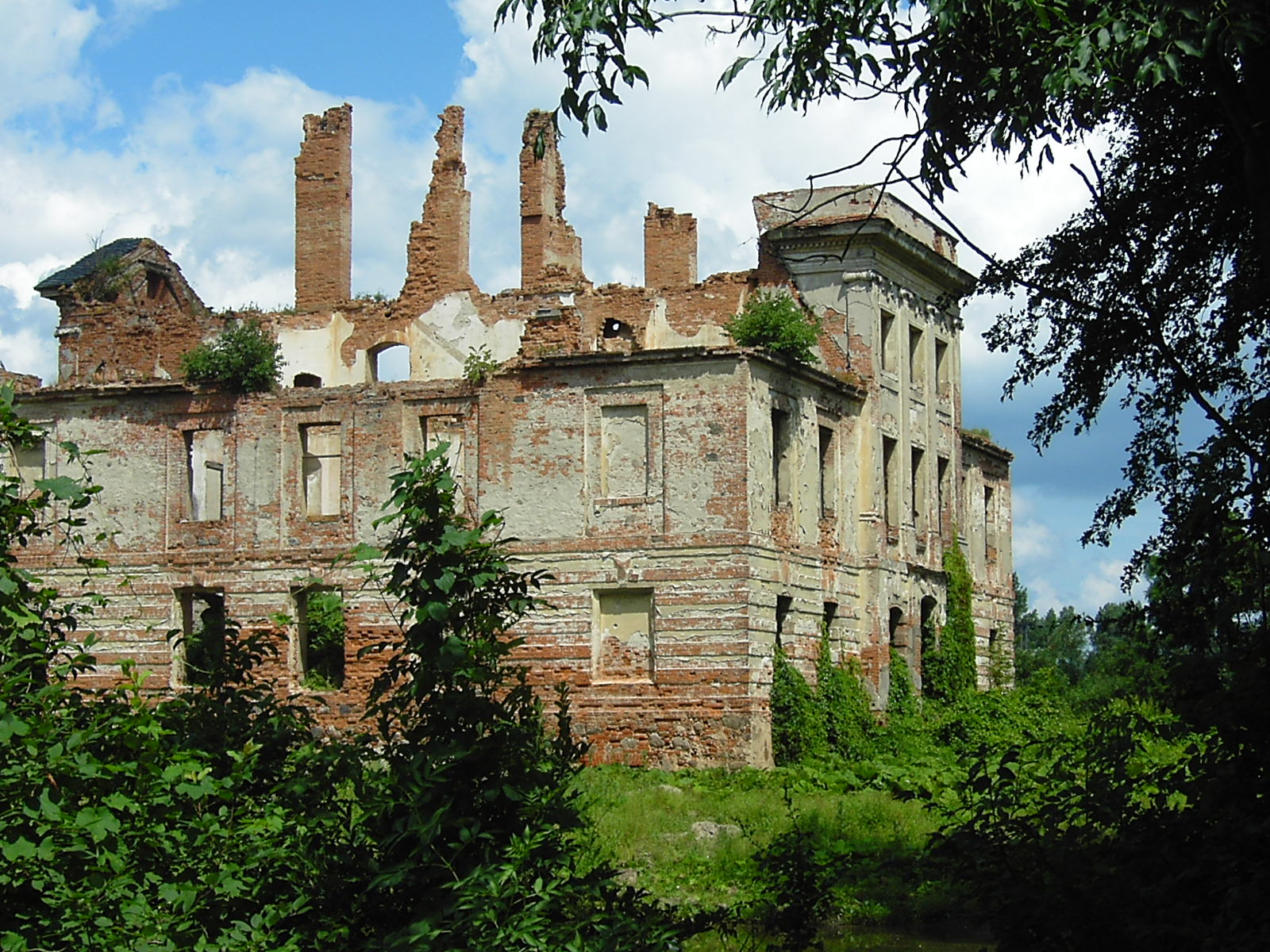
Schlossruine Hirschfeldau

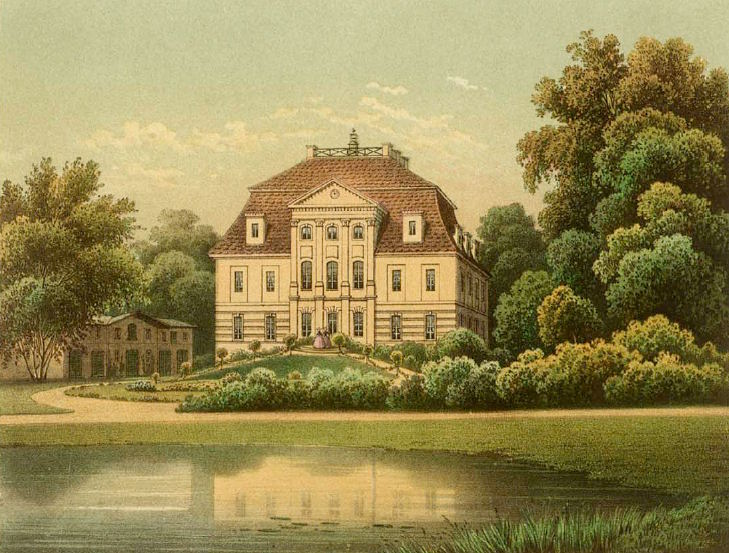
Schloss Nieder-Hirschfeldau Sammlung Duncker, 19. Jahrhundert

Das Schloss Hirschfeldau (polnisch Ruiny pałacu w Jeleninie, deutsch auch: Schloss Nieder-Hirschfeldau) ist die Ruine eines Schlosses in Jelenin in der Woiwodschaft Lebus.
Das Schloss war seit 1393 Stammsitz der von Knobelsdorff. Im Jahr 1600 kam Hirschfeldau in Besitz von Grabis von Nechern, der es dem Saganer Jesuitenkolleg vermachte. Nach Aufhebung des Jesuitenordens kaufte von Frankenberg das niedere Gut Hirschfeldau, 1788 auch Ober-Hirschfeldau. Mittel-Hirschfeldau gehörte bis 1795 den Knobelsdorffs, bis 1797 auch letzteres an die von Frankenberg ging. Der heutige Bau auf dem Niedergut wurde 1553 bis 1565 errichtet und wurde von den Frankenberg zwischen 1787 und 1805 im Stil des Klassizismus umgebaut. Nach 1805 waren die von Francke, die von Knebsldorff, die von Sydow und schließlich die Tomasczewski ansässig.
Nach dem Zweiten Weltkrieg und der polnischen Annexion der Region wurden Schloss und Gut verstaatlicht. Bis Anfang der 1990er Jahre war das Schloss landwirtschaftlich genutzt, heute ist es zur Ruine verfallen und in Privatbesitz.

## Bauwerk
Das Haus lehnt sich durch den hochstrebenden Mittelrisalit und die Aufteilung der Fassade durch flache Pilaster an die vorherige Stilepochen an. Das hohe Dach erinnert an Bauten des Barock, die Verwendung von Rankenreliefs zeigt aber den Übergang zum Klassizismus.